# Caccia a tempo di valzer
Caccia a tempo di valzer (Johann Mouse) è un film del 1953 diretto da William Hanna e Joseph Barbera. È il settantacinquesimo cortometraggio animato della serie Tom & Jerry, prodotto dalla Metro-Goldwyn-Mayer e uscito negli Stati Uniti il 21 marzo 1953. Il cartone animato, la cui colonna sonora venne curata da Scott Bradley e Jakob Gimpel (che suona il pianoforte), è narrato nell'edizione originale da Hans Conried, che in quella italiana è doppiato in oversound da Franco Latini. Il cortometraggio è ispirato ai lavori del compositore viennese Johann Strauss II, e colloca il duo di protagonisti nella Vienna dell'Impero austro-ungarico. Caccia a tempo di valzer vinse l'Oscar al miglior cortometraggio d'animazione ai Premi Oscar 1953, dando alla serie il settimo e ultimo Oscar.

## Trama
Attraverso un libro, il narratore racconta la storia del topo Johann Mouse, che vive nella casa di Johann Strauss II a Vienna. Il topo Johann ama la musica suonata da Strauss, e ogni volta che quest'ultimo suona, il topo esce dalla tana a ballare. Il gatto di Strauss, Tom, approfitta di questi momenti per cercare di catturare il topo, fallendo ogni volta. Un giorno, dopo che Strauss se n'è andato in viaggio, Tom decide di imparare a suonare il pianoforte per attirare il topo. Dopo aver letto un manuale in sei lezioni su come suonare le prime nove note di Sul bel Danubio blu, Tom diventa un pianista esperto. Mentre Tom suona, attirando Johann a danzare, i servi della casa arrivano ad osservare il duo. Quando Tom riesce a catturare Johann, la servitù applaude. Tom e Johann allora ricominciano a suonare e danzare, e nel frattempo la notizia del gatto pianista e il topo danzatore si diffonde in tutta Vienna, fino ad arrivare all'imperatore Francesco Giuseppe I d'Austria. L'imperatore invita così i due fenomeni a corte per un'esibizione. Nella sala del trono, Tom suona la Tritsch-Tratsch-Polka mentre Johann danza. Tom però si lascia presto andare ai suoi impulsi e cerca di catturare Johann, fallendo nuovamente. Tuttavia, l'esibizione dei due riceve gli applausi del pubblico nella sala.